# Sanit Khewhok
Sanit Khewhok (Trang, 1944) es un pintor, escultor y conservador tailandés.
Estudió en la Universidad Silpakorn de Bangkok y en la Academia de Bellas Artes de Roma.
Trabajó como conservador en la Galería Nacional de Tailandia de 1985 a 1986, y en 1985 se ordenó monje budista. En 1986 se mudó a Hawái donde trabaja en el Honolulu Museum of Art Spalding House.